# El trueno entre las hojas
El trueno entre las hojas és una pel·lícula argentina-paraguaià de 1958 pertanyent al gènere dramàtic dirigida per Armando Bó, protagonitzada per ell mateix, Isabel Sarli, Ernesto Báez i Andrés Laszlo. El guió escrit per l'escriptor paraguaià Augusto Roa Bastos es basa en el seu conte La hija del ministro. Situat al Paraguai, la història és sobre una vaga en una aserradora.
La pel·lícula va comptar amb la posterior símbol sexual Isabel Sarli en el seu primer paper protagonista, i va marcar l'inici de la seva col·laboració amb el seu futur espòs Armando Bó, que va durar dues dècades i va produir nombroses pel·lícules sexploitation. Durant el rodatge, Bó va convèncer Sarli d'estar nua en una escena en la qual es banyava en un llac, a pesar que li van dir prèviament que usaria una malla color carn. Encara que Bó li va dir Sarli que filmarien des de lluny, la càmera tenia augment. Ara considerada un clàssic, l'escena va ser la primera a comptar amb un nu frontal en el cinema argentí.
El film es va rodar en localitzacions d'Asunción i al departament de Guairá, Paraguai. Va ser la primera pel·lícula protagonitzat per Isabel Sarli quan tenia tan sols 21 anys.
La pel·lícula va ser un èxit de taquilla molt controvertit; ha estat descrita com una "boom" i "escandalosa" al seu moment. Va ser el vehicle a la fama per a Sarli, i la va convertir a ella i a Bó en figures internacionals.

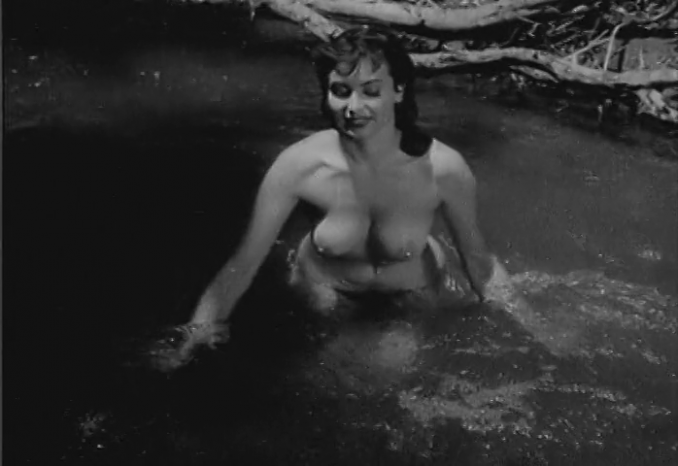
Escena de la pel·lícula, primer nu del cinema argentí

## Sinopsi
La pel·lícula s'inicia amb un fragment d'una llegenda aborigen: "El tro cau i queda entre les fulles. Els animals mengen les fulles i es posen violents. Els homes mengen els animals i es posen violents. La terra empassa als homes i comença a rugir com el tro".
L'arribada de la jove esposa del patró a l'obrador, on els peons són explotats sense miraments i de manera inhumana nua en els treballadors la tensió acumulada després de tants anys de privacions tornant-se insostenible.Una història que reflecteix un drama social sobre l'explotació de l'home.

## Repartiment
- Armando Bó com Enricho Pucy.
- Isabel Sarli com La Flavia.
- Eva Dongé com doblatge de veu de Sarli.
- Manuel Argüello
- Victorino Báez Irala
- Ernesto Báez com Acerbio Mahanei.
- Raúl Valentino Benítez
- Leandro Cacavellos
- Roque Centurión Miranda
- Adolfo Cuellar
- Quica Da Silva
- Matías Ferreira Díaz
- Javier Franco
- Amador García
- Luis Guastalla
- Guillermo Keterer
- Andrés Lazlo com Max Forkel.
- Luis Leguizamón
- Martín Leguizamón
- Eladio Martínez
- Albino Quiñónez
- Félix Ribero
- Rafael Rojas Doria
- Aníbal Romero
- Nieves Esquivel (Tabú)
- Alejo Vargas

## Taquilla
Va ser el primer film argentí a mostrar-se una escena de nuesa femenina completa en un llac. El curiós és que ho va fer totalment enganyada. En el guió figurava una escena on el seu personatge es banyava nua en el riu, però li havien aclarit que l'anaven a filmar amb una malla color carn. En el moment de fer les preses la malla no va aparèixer (segons va confessar més tard Bó, en realitat mai es va pensar a usar tal truc). Després d'una llarga discussió el director va convèncer a la diva mostrant-li a través de la càmera que de tan petita que es veia "no se li anava a veure res". Sarli va poder constatar que es veia tot des de molt lluny i va fer el seu nu molt tranquil·la. El que no es va adonar és que Armando Bó li havia mostrat la presa amb una lent 35 i que quan ella es va donar volta va col·locar una lent 150. Evidentment, el seu cos nu va cobrir tota la pantalla
La pel·lícula va ser un enorme èxit de taquilla però no va ser molt ben acceptada per la crítica, massa sobrepassada per la cruesa del film.

## Comentaris
Alguns autors han descrit l'estètica de la pel·lícula similar a les de Hugo del Carril i Mario Soffici per la seva crítica social. Alguns han descrit el treball de Bó com fulletó, ja que recuperava les seves pautes genèriques descrites per Arnold Hauser: una predilecció per l'exagerat, cru i exòtic; en el cas d' El Trueno Entre Las Hojas en una escena en la qual Juliol (Bó) viola a Flavia (Sarli). Es diu que la inclusió de Sarli en la pel·lícula està inspirada en el paper de Brigitte Bardot a I Déu creà la dona.